# Боялыч деревцевидный
Боялыч деревцевидный, или Боялыч древовидный (лат. Xylosalsola arbuscula), — вид растений рода Боялыч (Xylosalsola) семейства Амарантовые (Amaranthaceae).

## Ботаническое описание
Голый кустарник или полукустарник 30—100 (и более) см высотой, с более или менее сильно, нередко почти горизонтально, отклонёнными молодыми ветвями, покрытыми белой потрескавшейся корой. Листья очерёдные, жёсткие, нитевидные или линейно-нитевидные, почти цилиндрические или в поперечном разрезе округло-трёхгранные, тупые или заострённые, при основании суженные в короткий, беловатый, расширенный книзу черешок, 1—6 см длиной и 1—2 мм толщиной: верхние — более короткие.
Цветки одиночные в пазухах верхних листьев; прицветники округло-яйцевидные, заострённые, по краям перепончатые. Околоцветник во время цветения 3—5 см длиной, с яйцевидными или яйцевидно-ланцетовидными тупыми долями, при плодах сходящимися и несущими пониже середины крупные, почти полукруглые, бледные, иногда розоватые или желтоватые крылья, горизонтально отклонённые и прикрывающие краями друг друга, 3—6 мм длиной и 5—10 мм шириной. Пыльники без придатков. Хромосомы 2n = 18.

## Распространение и экология
Европейская часть России (юго-восток), Западная, Центральная и Восточная Азия. Растёт в пустынных, солонцеватых и песчанистых степях, по каменистым, щебнистым и глинистым склонам, на песках, мергелях, галечниках, меловых и известняковых обнажениях.